# Leona Paraminski
Leona Paraminski (n. 22 august 1979, Zagreb, Republica Socialistă Croația, RSF Iugoslavia) este o actriță croată de teatru, film și televiziune. A crescut în Vrbovec, un oraș din apropiere de Zagreb și și-a petrecut copilăria călătorind prin Croația și Germania. 

## Biografie
Leona a devenit interesată de artă și de sport de la o vârstă fragedă. De-a lungul liceului a făcut parte dintr-un grup de teatru; primul ei rol a fost într-o producție a piesei Cenușăreasa. În acești ani a cântat și într-un cor, s-a angajat activ într-un grup de dans care a combinat dansuri moderne și clasice și a fost implicată în activități sportive ca tenis și karate. 
La 18 ani, Leona s-a înscris la Academia de Artă Dramatică, de la Universitatea din Zagreb. În timp ce era încă la universitate, a câștigat un premiu FRKA pentru cea mai bună actriță pentru rolul său din filmul de scurtmetraj Vinko na krovu. Prima sa apariție într-un lungmetraj a fost în filmul Madonna din 1999 (Bogorodica, regia Neven Hitrec). A absolvit în 2001. Un an mai târziu, a fost onorată cu cel mai semnificativ premiu de film din Croația - Arena de Aur pentru cea mai bună actriță - la Festivalul de Film de la Pula din 2002 pentru lungmetrajul de comedie Iarnă în Rio (Prezimiti u Riu, 2002).
De atunci Leona a jucat roluri principale în peste 30 de filme și emisiuni TV. Ea joacă frecvent în teatru în roluri principale care înfățișează femei puternice. De asemenea, Leona a primit trei premii internaționale pentru cea mai bună actriță din compilația de scurtmetraje a regizorului Dalibor Matanić. A fost prezentatoare TV și este o gazdă frecventă la ceremonii și festivaluri, fiind implicată și în lucrări caritabile. 
Leona face parte din trupa Teatrului Național Croat. În mai 2012 s-a căsătorit cu Tin Komljenović.

## Filmografie

### Roluri de televiziune
- Budva na pjeni od mora -  Mila Kovač (2014-2015)
- Pet na pet -  natjecateljica (2014)
- Tajne -  Ana Jakelić (2013-2014)
- Loza -  Maja Gamulin (2011-2012)
- Exkluziv Tabloid (2014 - danas)
- Extra! Magazin (2014)
- In Magazin (2009 - danas)
- Studio 45 -  gošća emisije (2011.)
- Red Carpet
- Najbolje godine -  Majda Botica (2009-2010)
- Dobre namjere -  Lada Banov Kolić (2007-2008)
- Obični ljudi -  Dolores Pavlović Čerenšek (2007)
- Osvajanja Ljudevita Posavca (2004)

### Roluri de film
- Nije sve u lovi -  Dijana (2013)
- Mezanin -  Ona (2011)
- Petrecerea (Tulum, 2007) - Ona[3]
- Pravo čudo -  Sanja (2007)
- Mrtvi kutovi -  Ana (2005)
- Pod vedrim nebom -  narkomanka (2005)
- Seks, piće i krvoproliće -  Martina (2004)
- Družba Isusova -  grofica Maria (2004)
- Leti, leti -  Dina (2003)
- Ispod crte -  Zrinka (2003)
- Prezimiti u Riju -  Monika (2002)
- Suša (2002)
- Polagana predaja (2001)
- Nebo, sateliti -  Jelena (2000)
- Najmanji čovjek na svijetu (2000)
- Vinko na krovu (2000)
- Četverored -  sestra u dvorcu (1999)
- Bogorodica -  Radina žena (1999)

### Dublaj în croată
- Epoca de gheață 5 -  Shira (2016)
- Epoca de gheață 4 -  Shira (2012)
- Prințul Egiptului -  Mirjam (2006)
- Cel mai bun Crăciun al lui Casper -  Jolly (2002)